# Hydroptila pheniancia
Hydroptila pheniancia är en nattsländeart som beskrevs av Lazar Botosaneanu 1970. Hydroptila pheniancia ingår i släktet Hydroptila och familjen smånattsländor. Inga underarter finns listade i Catalogue of Life.